# Uzupełnieniowa Eskadra Alarmowa „Montefusco-Bonet”
Uzupełnieniowa Eskadra Alarmowa „Montefusco-Bonet” (wł. Squadriglia Complementare d'Allarme „Montefusco-Bonet”) – jednostka lotnicza Sił Zbrojnych RSI podczas II wojny światowej.
Eskadra została sformowana pod koniec 1943 r. w Venaria Reale koło Turynu. Wchodziła w skład Aeronautica Nazionale Repubblicana. Dowódcą został kpt. Giovanni Bonet. Jej zadaniem miała być obrona miasta i zakładów przemysłowych (m.in. fabryki lotniczej Fiata), a także całego Piemontu. Nazwa eskadry (początkowo jednoczłonowa) pochodziła od małego miasteczka na południu Włoch, znanego z produkcji wina. Miała na wyposażeniu najnowsze włoskie samoloty myśliwskie Fiat G.55 i Macchi MC.205. Działalność bojowa eskadry rozpoczęła się w styczniu 1944 r. Latała głównie przeciwko alianckim wyprawom bombowym. 29 marca podczas lotu bojowego zginął kpt. G. Bonet. Następnego dnia eskadra otrzymała w nazwie jego nazwisko. W maju przeniesiono ją do Reggio nell’Emilia. W czerwcu weszła w skład I Grupy Myśliwskiej „Asso di bastoni” (I Gruppo Caccia „Asso di bastoni”).